# Vùng của Cộng hòa Séc

Vùng của Cộng hòa séc (tiếng Séc: kraj, số nhiều: kraje) là cấp hành chính địa phương cao nhất ở Cộng hòa Séc. Theo Đạo luật số 129/2000/TLL về Thành lập Vùng để bổ sung cho Chương VII của Hiến pháp, tính từ ngày 1 tháng Một năm 2000 thì Cộng hòa Séc có 13 đơn vị hành chính cấp vùng và 1 thành phố Thủ đô (Praha) với quyền lực tương đương cấp vùng.

## Huy hiệu vùng

Trung Bohemia
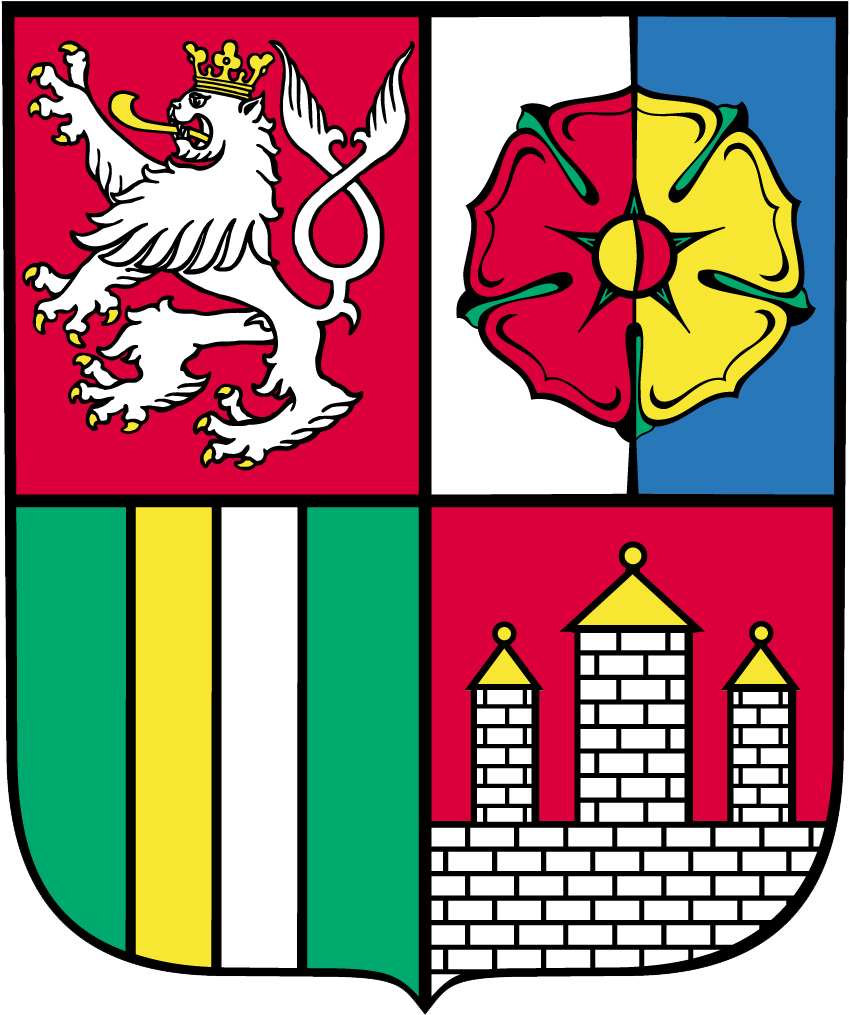
Nam Bohemia
Plzeň
Karlovy Vary
Ústí nad Labem
Liberec
Hradec Králové
Pardubice
Vysočina
Nam Moravia
Olomouc
Zlín
Silesia thuộc Moravia